# Roberto Calasso
Roberto Calasso, né le 30 mai 1941 à Florence (Italie) et mort le 28 juillet 2021 à Milan, est un écrivain et éditeur italien.
Il est l'époux de l'écrivaine suisse d'expression italienne Fleur Jaeggy.

## Biographie
Après avoir fréquenté le lycée classique, Roberto Calasso passe sa thèse avec Mario Praz sur I geroglifici di Sir Thomas Browne (Les Hiéroglyphes de Sir Thomas Browne).
À 21 ans, sur les instances de son ami et mentor Roberto « Bobi » Bazlen, il rejoint la  maison d’édition Adelphi, dont il devient le directeur éditorial en 1971, puis conseiller délégué en 1990 et, enfin, président en 1999. En 2004, il devient visiting professor à l’université d’Oxford pour la chaire de littérature européenne comparée. Il reçoit le prix européen de l'essai Charles Veillon en 1991.
Pour Adelphi, il s'est occupé de l'édition italienne du Récit du pèlerin d'Ignace de Loyola, d’Ecce homo de Nietzsche, des Dits et Contredits de Karl Kraus, des Mémoires d'un névropathe de Daniel Paul Schreber, des Écrits de Roberto Bazlen, d'un recueil de photographies de Bruce Chatwin et des Aphorismes de Zürau de Kafka.
Il fait paraître en 1974 un essai, Le Fou impur (L'impuro folle), inspiré des Mémoires d'un névropathe du président Schreber.
Ses œuvres ultérieures s'avèrent souvent à la frontière entre roman et essai : Les Noces de Cadmos et Harmonie (Le nozze di Cadmo e Armonia, 1974), qui remporte en France le Prix du Meilleur livre étranger - essai, La Ruine de Kasch (La rovina di Kasch, 1983), Ka (1996), K. (2002) qui a pour figure centrale Franz Kafka, Le Rose Tiepolo (Il rosa Tiepolo, 2006), La Folie Baudelaire (2008), lauréat du prix Chateaubriand, et L'Ardeur (L'ardore, 2010).
D'autres titres sont des recueils d'articles : Les Quarante-Neuf Degrés (I quarantanove gradini, 1991), La Littérature et les Dieux (La letteratura e gli dei, 2001), qui remporte le prix Bagutta, La Folie qui vient des Nymphes (La follia che viene dalle Ninfe, 2005), ainsi que Cento lettere a uno sconosciuto, ouvrage singulier qui reprend cent des quelque mille quatrièmes de couverture qu'il a rédigées pour les éditions Adelphi. Dans La Folie qui vient des Nymphes (titre d'une leçon prononcée à Paris au Collège de France le 5 juin 1992), il s'attache à montrer la place de la possession, au-delà du rationnel, dans le jeu de la connaissance, reconnaissant que « notre vie mentale est hantée par des puissances qui la dominent et qui échappent à tout contrôle » - possession ou vertige qui tire ses origines de la « folie divine » des Grecs, mais que Calasso met aussi en évidence dans des œuvres d'auteurs aussi différents que Franz Kafka, Vladimir Nabokov, Alfred Hitchcock ou encore John Cage.

## Œuvres
Tous les titres sont initialement parus chez la maison d'édition Adelphi, à Milan, que Roberto Calasso a dirigée pendant 50 ans.

### Romans
- La rovina di Kasch (1983) Publié en français sous le titre La Ruine de Kasch, traduit par Jean-Paul Manganaro et Jean-Baptiste Michel, Paris, Gallimard, coll. « Du monde entier », 1987 (ISBN 2070708756)
- Ka (1996) Publié en français sous le titre Ka, traduit par Jean-Paul Manganaro, Paris, Gallimard, 2000 (ISBN 2-07-074851-0)
- Il rosa Tiepolo (2006) Publié en français sous le titre La Rose Tiepolo, traduit par Jean-Paul Manganaro, Paris, Gallimard, coll. « Du monde entier », 2009 (ISBN 978-2-07-012020-8)
- L'ardore (2010) Publié en français sous le titre L'Ardeur, traduit par Jean-Paul Manganaro, Paris, Gallimard, coll. « Du monde entier », 2014 (ISBN 978-2-07-013603-2)

#### Essais
- L'impuro folle (1974) Publié en français sous le titre Le Fou impur, traduit par Danièle Sallenave, Paris, P.U.F., coll. « Perspectives critiques », 1976 ; réédition dans une traduction révisée par Éliane Deschamps-Pria, Paris, Gallimard, coll. « Arcades » no 65, 2000 (ISBN 2-07-040306-8)
- Le nozze di Cadmo e Armonia (1988) Publié en français sous le titre Les Noces de Cadmos et Harmonie, traduit par Jean-Paul Manganaro, Paris, Gallimard, coll. « Du monde entier », 1991 (ISBN 2-07-072206-6)
- I quarantanove gradini (1991) Publié en français sous le titre Les Quarante Neuf Degrés, traduit par Jean-Paul Manganaro, Paris, Gallimard, coll. « NRF essais », 1995 (ISBN 2-07-073619-9)
- Sentieri tortuosi. Bruce Chatwin Fotografo (1998)
- La letteratura e gli dei (2001) Publié en français sous le titre La Littérature et les Dieux, traduit par Jean-Paul Manganaro, Paris, Gallimard, 2002 (ISBN 2-07-076216-5)
- K. (2002) Publié en français sous le titre K., traduit par Jean-Paul Manganaro, Paris, Gallimard, 2005 (ISBN 2-07-073535-4)
- Cento lettere a uno sconosciuto (2003)
- La follia che viene dalle Ninfe (2005) Publié en français sous le titre La Folie qui vient des Nymphes, traduit par Jean-Paul Manganaro, Paris, Flammarion, 2012 (ISBN 978-2-08-128809-6)
- La Folie Baudelaire (2008) Publié en français sous le titre La Folie Baudelaire, traduit par Jean-Paul Manganaro, Paris, Gallimard, coll. « Du monde entier », 2011 (ISBN 978-2-07-012880-8)
- L'impronta dell' editore (2013)
- Il cacciatore celeste (2016) Publié en français sous le titre Le chasseur céleste, traduit par Jean-Paul Manganaro, Paris, Gallimard, coll. « Du monde entier », 2020 (ISBN 978-2-07-274391-7)
- L'innominabile attuale (2017) Publié en français sous le titre L'innommable actuel, traduit par Jean-Paul Manganaro, Paris, Gallimard, coll. « Du monde entier », 2019 (ISBN 978-2-07279785-9)
- Come ordinare una biblioteca (2020)
- Ció che si trova solo in Baudelaire (2021) Publié en français sous le titre Ce qui est unique chez Baudelaire, traduit par Donatien Grau, Paris, Les Belles Lettres / Musée d'Orsay, 2021 (ISBN 978-2-251-45244-9)

#### Articles
- L'editoria come genere letterario[5]

#### Autre publications
- Gli aforismi di Zürau (2004) Publié en français sous le titre Les Aphorismes de Zürau par Franz Kafka ; édition de Roberto Calasso ; traduit de l'allemand par Hélène Thiérard, Paris, Gallimard, coll. « Arcades » no 99, 2010 (ISBN 978-2-07-078281-9)

## Prix et récompenses
- 2002 : Prix Bagutta
- 2004 : Médaille Martin Warnke
- 2012 : Prix Chateaubriand
- 2016 : Prix Formentor
- 2021 : Prix littéraire « 3466 » à titre posthume